# Фріц Еккерт
Фріц Герман Вільгельм Екерт (швед. Fritz Herman Vilhelm Eckert; 25 квітня 1852, Стокгольм — 6 березня 1920, Стокгольм) — видатний шведський архітектор.

## Біографія
У 1871—1878 роках навчався в Королівській Шведській академії вільних мистецтв, у 1879 році здійснив подорож за кордон.
Працював архітектором у шведській державній службі громадського будівництва, пізніше у 1904 році призначений керівником цієї служби.
З 1880 року викладав в інженерній школі-коледжі мистецтв, ремесел і дизайну при Стокгольмському університеті.
Автор багатьох проєктів громадських і персональних будівель і споруд у ряді міст Швеції, в тому числі, кількох кірх, королівської стайні в Стокгольмі та ін.

## Будинки і споруди, збудовані за проектами Ф. Еккерта

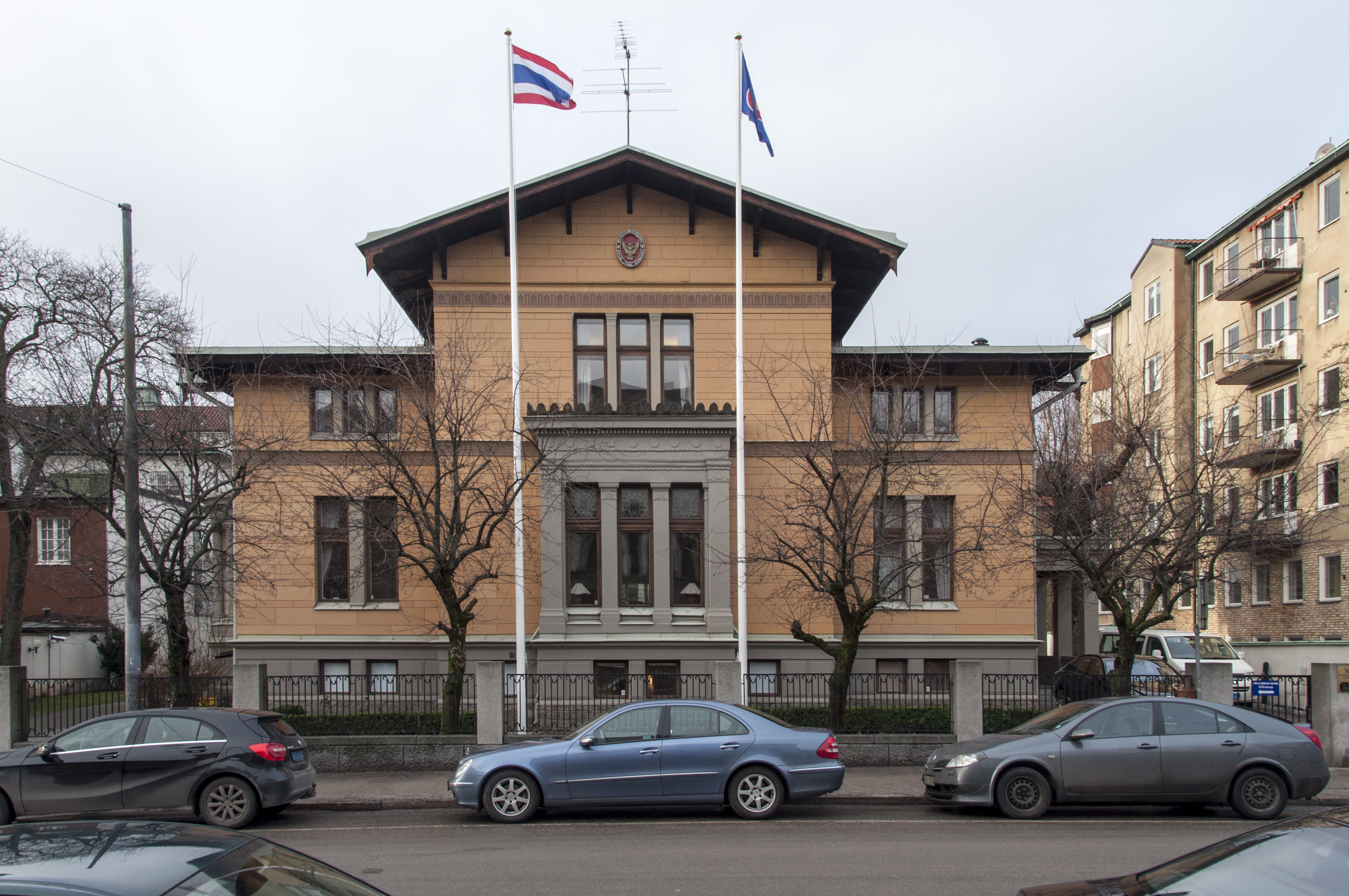
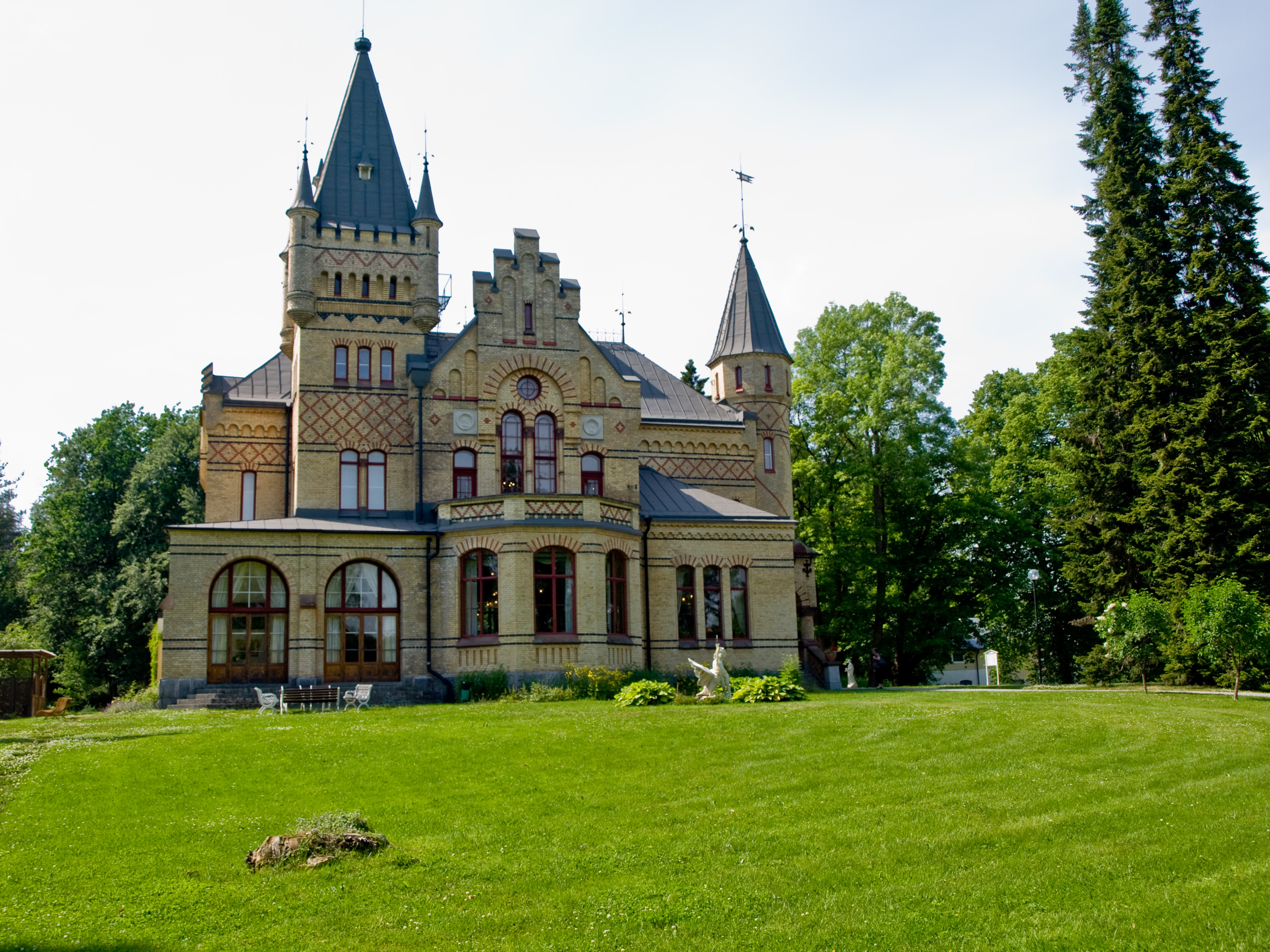
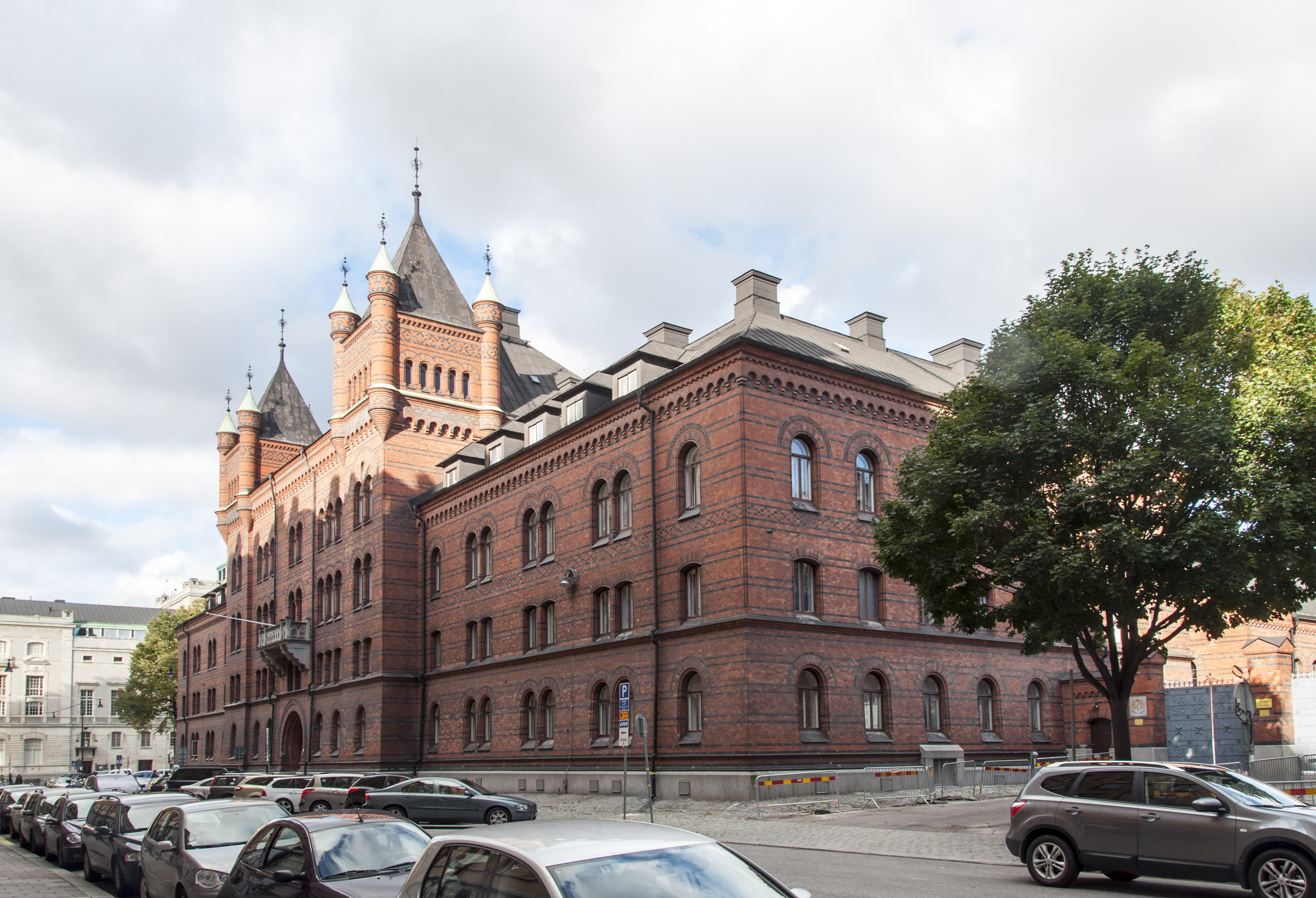
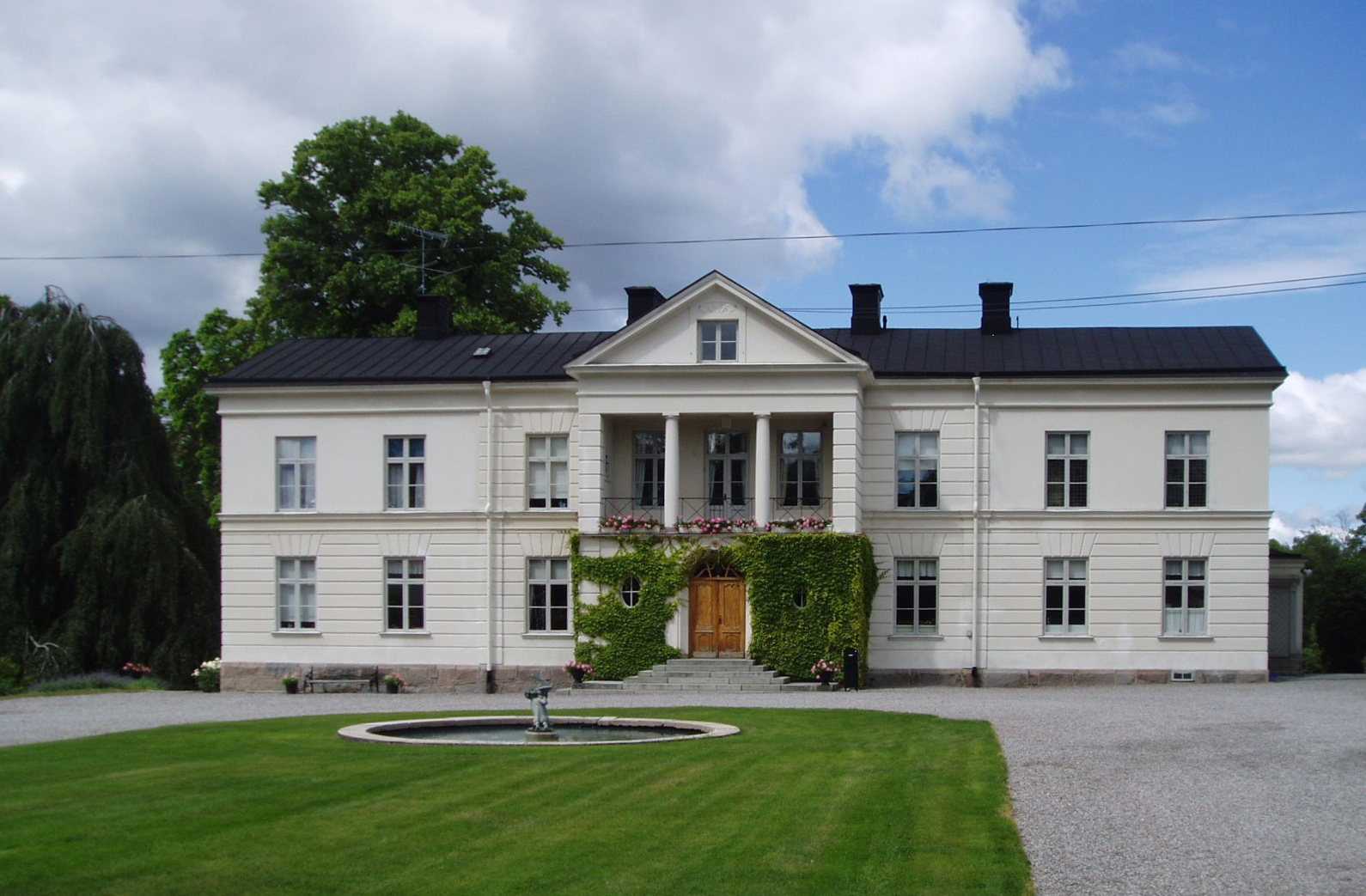
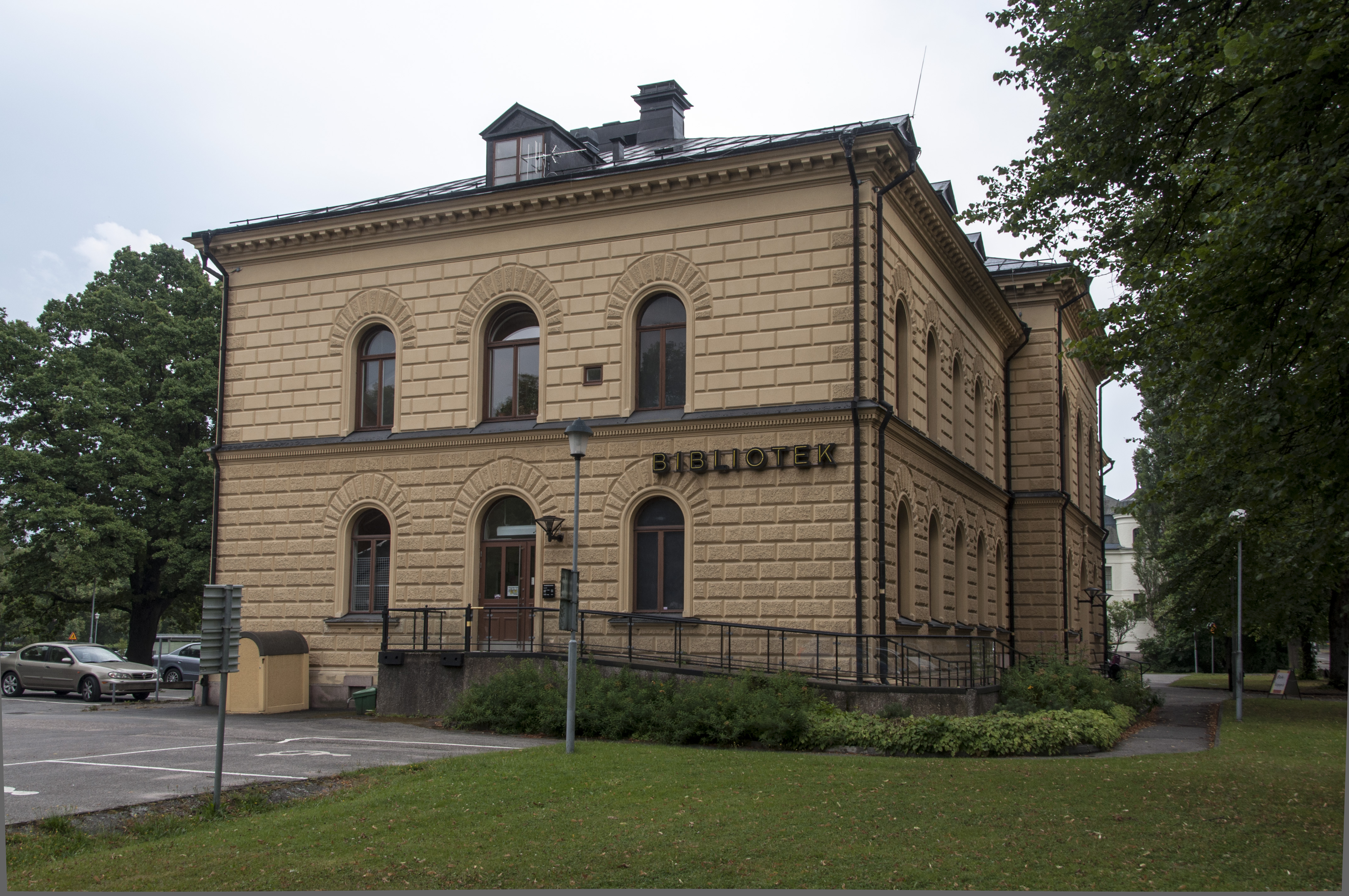
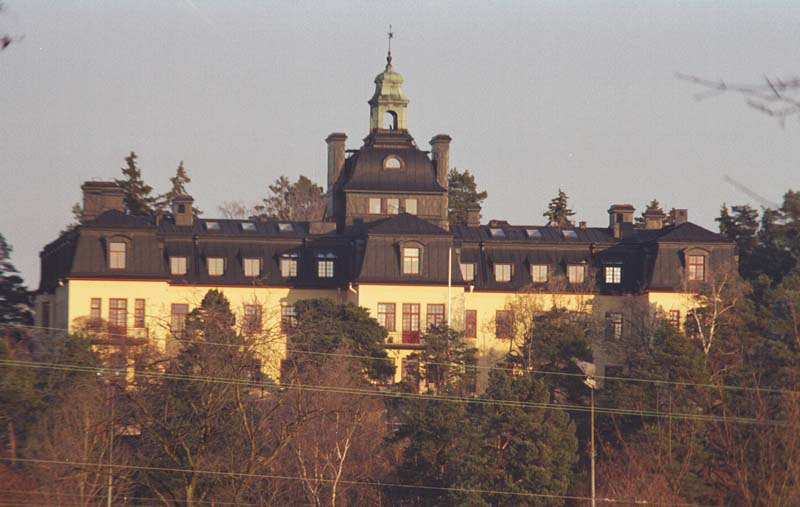
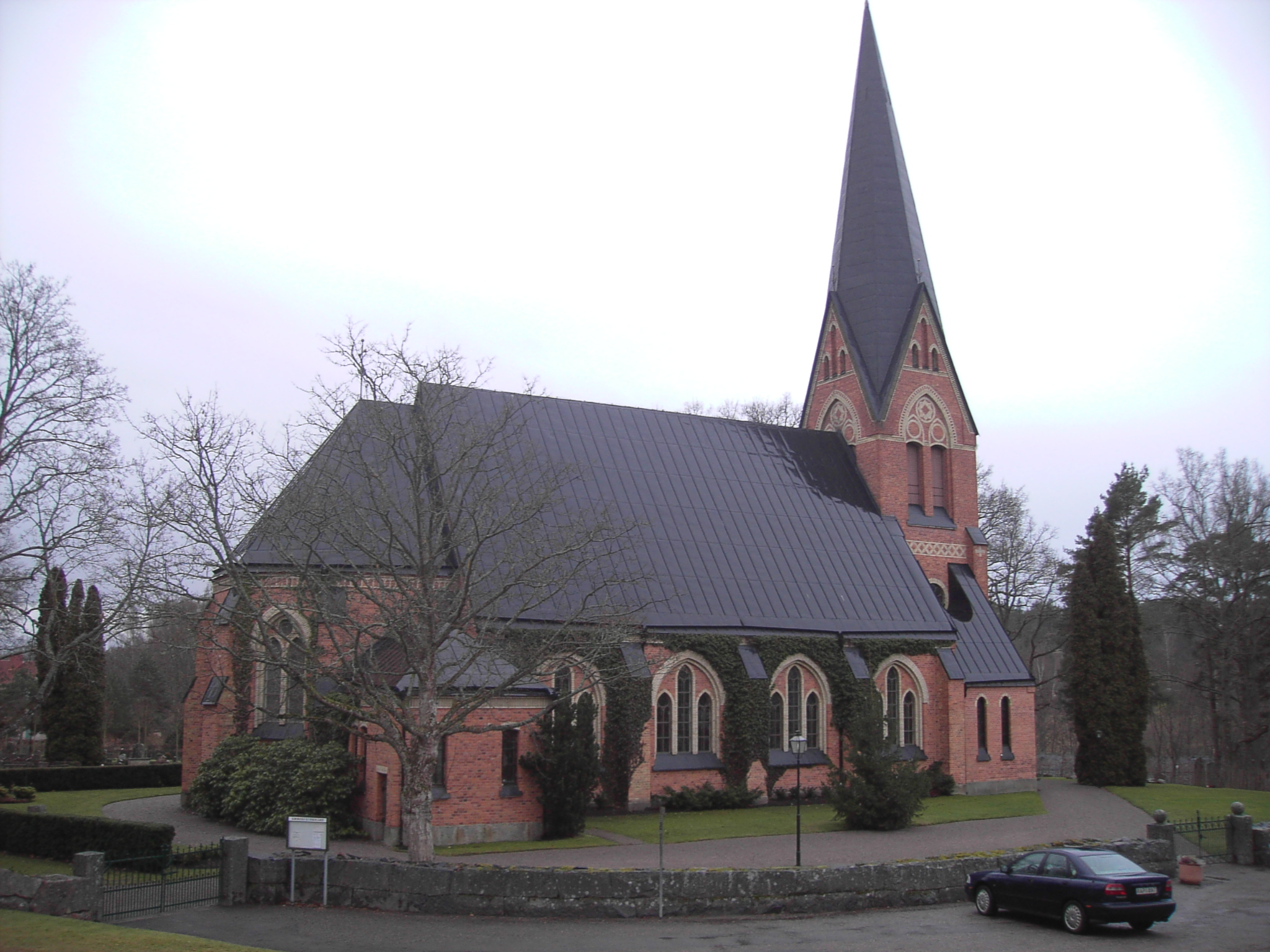
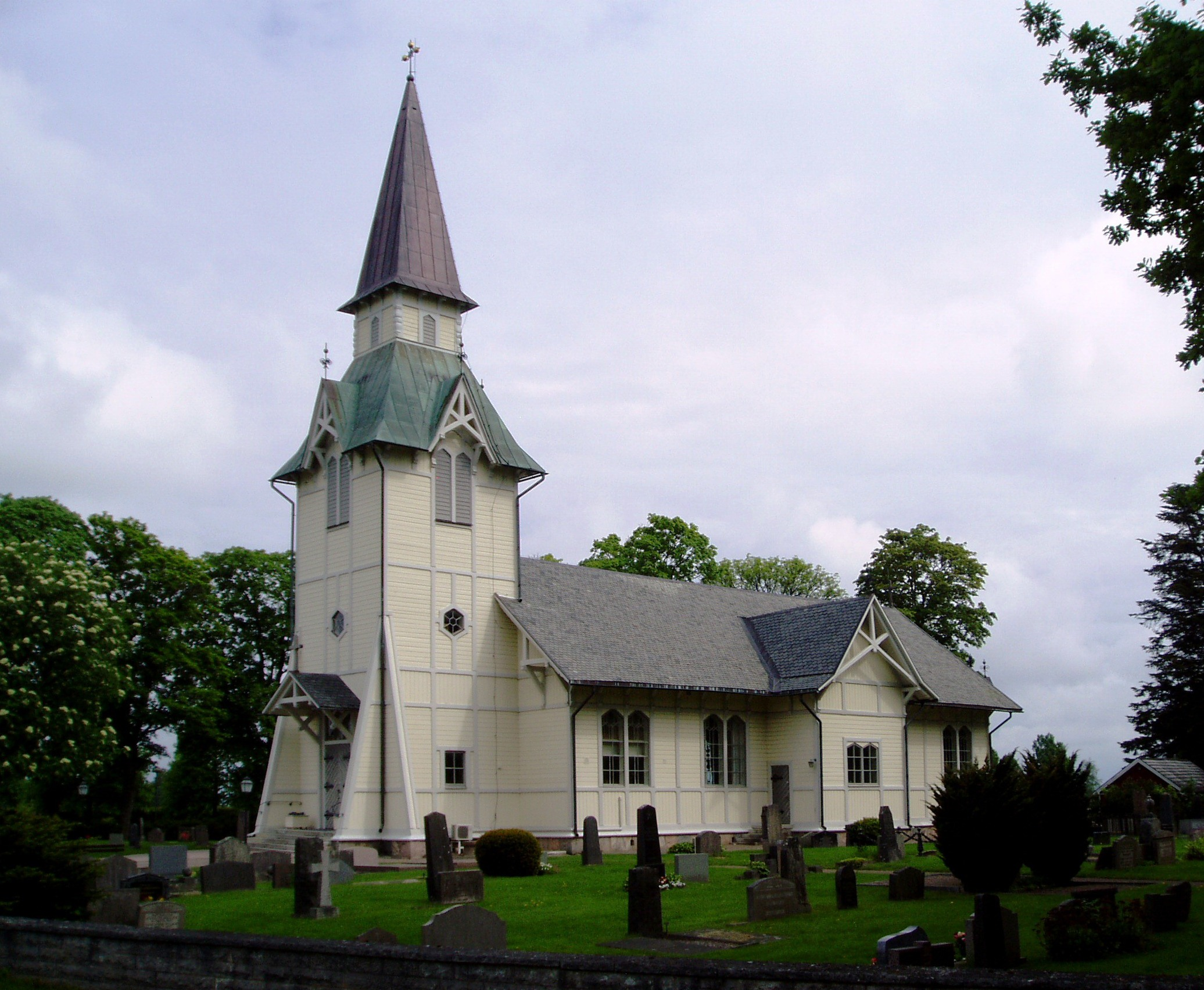
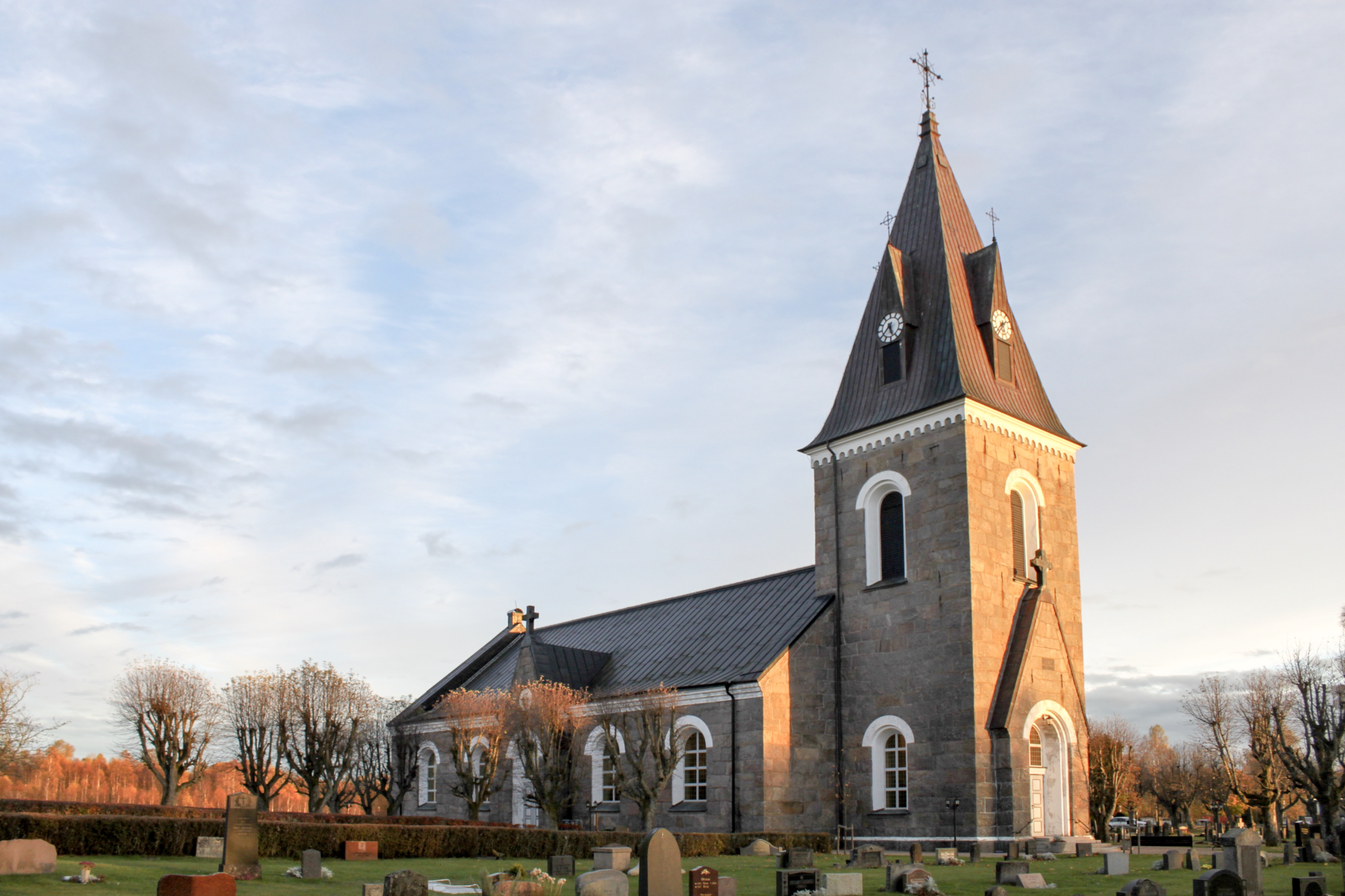